# Polysteganus coeruleopunctatus
Polysteganus coeruleopunctatus is een straalvinnige vissensoort uit de familie van zeebrasems (Sparidae). De wetenschappelijke naam van de soort is voor het eerst geldig gepubliceerd in 1870 door Klunzinger.
De vis komt voor in de westelijke Indische Oceaan en aan de oostkust van Afrika vanaf de Rode Zee tot aan de Oost-Kaap. In het Afrikaans heet hij Blouvel en in het Engels Blueskin seabream. De kop en het lijf hebben een zilver-rose kleur met een blauw vlekje op iedere schub. De vis wordt 60 cm lang en kan 5 kg zwaar zijn. De vis komt vooral bij koraal- en rotsriffen op een diepte van 50-450 meter voor. Over de voortplanting is vrijwel niets bekend.